# Nomada mocsaryi
Nomada mocsaryi là một loài Hymenoptera trong họ Apidae. Loài này được Schmiedeknecht mô tả khoa học năm 1882.